# André Lackfi
André Lackfi (en hongrois : Lackfi András ; en roumain : Andrei Lackfi ou Andrei Lațcu) est un militaire et homme politique du royaume de Hongrie qui fut voïvode de Transylvanie de 1356 à 1359.
Appartenant à la famille Lackfi, il fut également sous le règne du roi Louis Ier le Grand, ispán des Sicules (1343–1350) et vice-roi du royaume de Naples (1350-1352). En tant qu'ispán des Sicules, André Lackfi dut lutter contre les Mongols qui constituaient toujours une menace pour la partie orientale du royaume magyar. En 1345, il mena une grande offensive en territoire mongol, et s'opposa au chef Otlamish qui fut défait et capturé ; les Mongols furent définitivement refoulés au-delà du Dniestr.
Son épouse était une certaine Erzsébet Németi (Németi Erzsébet). Son fils est Imre, le fondateur de la Cité Chioar.